# DKW
A DKW é uma marca histórica de automóveis e de motocicletas, associada em todo o mundo a motores com ciclo de dois tempos, que teve seus automóveis fabricados sob licença no Brasil pela Vemag entre 1956 e 1967. Aqui, a marca ficou conhecida popularmente como “DKV” (considerando que o "W" tem som de "V" em alemão; desta forma, a marca BMW deve ser pronunciada "bee-em-vee"). A DKW foi uma fábrica alemã fundada em 1916 pelo engenheiro dinamarquês Jørgen Skafte Rasmussen que, em 1932, com a Grande Depressão, se uniu por sugestão do Saxon National Bank[carece de fontes?] a outras três fábricas, a Audi, a Horch e a Wanderer, para formar a Auto Union. Em 1957 a Auto Union foi adquirida pela Daimler-Benz e, em 1964, pela Volkswagen, passando então a utilizar a marca Audi. Em 1969, Auto Union se uniu a NSU originando a Audi NSU Auto Union AG, hoje Audi AG.
A sigla DKW significava inicialmente "Dampf-Kraft-Wagen", carro de força a vapor, já que os primeiros produtos oferecidos pela empresa foram pequenos motores a vapor. Com o tempo, a empresa passou a oferecer motores a gasolina com ciclo de dois tempos, mas a denominação DKW foi mantida. Esses primeiros modelos de motor de dois tempos foram adaptados para brinquedos e foram denominados "Des Knaben Wunsch", o desejo do menino. Outra versão foi adaptada para motocicletas e denominada "Deutsche Kleine Wunder", a pequena maravilha alemã. Esta última denominação permaneceu ao longo do tempo e apareceu em vários textos promocionais da marca em todo o mundo.
Atualmente, milhares de saudosistas por todo o mundo colecionam motocicletas e automóveis fabricados pela DKW, que foi um marco na história automobilística.

## Histórico
Em 1916 o engenheiro dinamarquês Jørgen Skafte Rasmussen fundou a "Dampf Kraft Wagen" (ou carro de força a vapor), DKW, na Saxônia, na Alemanha.
Em 1928 a DKW já era a maior fabricante de motocicletas do mundo.
Em 1932 o Saxon National Bank sugere que a Audi, a DKW, a Horch e a Wanderer se unam para formar a Auto Union.[carece de fontes?]

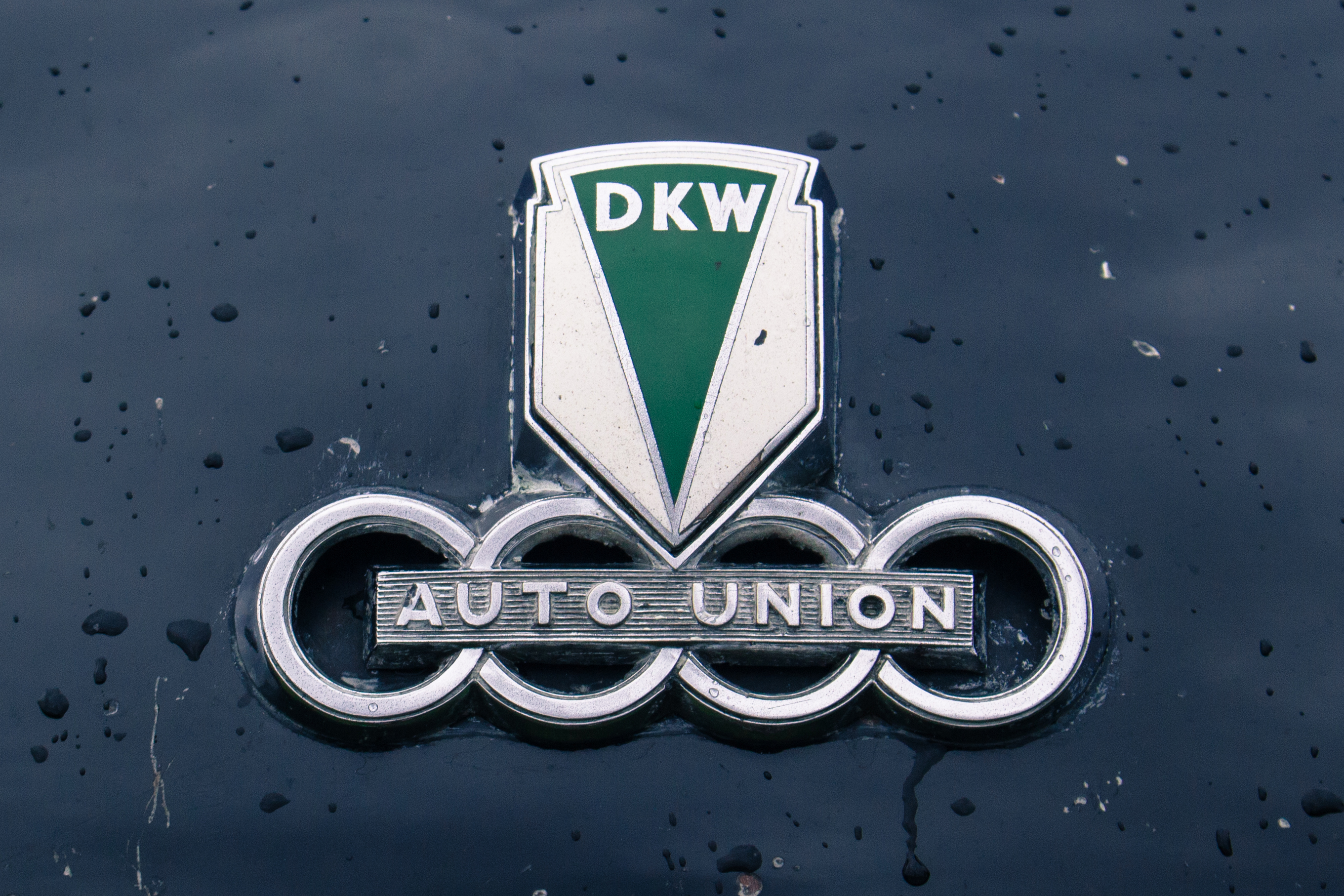
Logotipo da DKW, com o símbolo da Auto Union, em um de seus produtos.

Em 1953 foi lançado o F91, com motor de três cilindros.
A DKW utilizava como símbolo o brasão mostrado na figura à direita, com um tom vibrante de verde como cor associada à marca. A Auto Union adotou como símbolo quatro argolas entrelaçadas, representando as quatro empresas que se uniram no início dos anos 30. A argola mais à esquerda representa a Audi, a segunda representa a DKW, a terceira a Horch e a última, mais a direita, representa a Wanderer. Quando a DKW passou a fazer parte da Auto Union, seus símbolos sempre apareceram juntos.
Em 1938 a Auto Union ganha a participação da NSU.
Em 1939 foi testado um protótipo do F9, com motor de dois tempos com três cilindros, que seria produzido apenas após a Segunda Guerra Mundial e equiparia grande parte dos automóveis da DKW até o final de suas atividades.
A partir de 1939 e até o final da Segunda Grande Guerra, a Auto Union se torna o maior fornecedor de autopeças e de automóveis para as forças armadas da Alemanha, valendo-se inclusive de mão-de-obra escrava fornecida pela SS.
Em 1949 foi retomada a produção na Alemanha Ocidental com o lançamento da van F800 Schnellaster e do sedã F89. Este sedã tinha a carroceria do F9 e o motor de dois tempos com dois cilindros do F8, ambos anteriores à Segunda Grande Guerra.

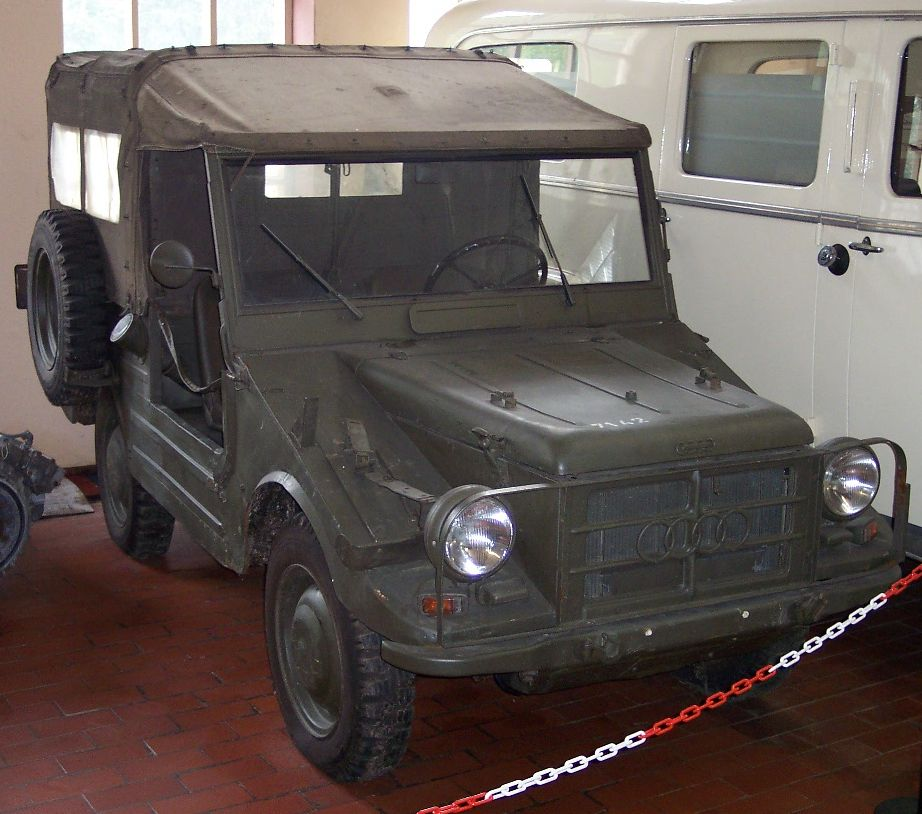
O Munga foi lançado em outubro de 1956 e produzido até dezembro de 1968, com grande aceitação pelos militares. No Brasil, foi produzido pela Vemag, denominado como Candango, entre 1958 e 1963.

Em 1956 foram lançados o F93 e o Munga. Nesse ano, a Vemag começa a montar no Brasil uma camioneta derivada da família F91.
Em 1957 foi lançado o cupê esportivo 2+2 1000Sp, produzido até 1964 e que teve uma versão conversível a partir de 1962. Nesse ano, a Auto Union é adquirida pela Daimler-Benz.
Em 1958 a Vemag começou a fabricar no Brasil sedãs e camionetas derivadas da família F94 e um jipe baseado no Munga, com crescente índice de nacionalização.
Em 1964, no Brasil, é lançado o Fissore, um sedã duas portas com carroceria projetada pela Carrocerias Fissore, da Itália, sobre mecânica e chassis DKW.
Em 1964 é lançado o último DKW, o F102. Nesse mesmo ano, a Auto Union é adquirida pela Volkswagen, passando então a ser denominada Audi. A Volkswagen pretende encerrar a produção de motores de dois tempos, comercialmente antiquados, e incentivar a produção de motores de quatro tempos.
Em 1965 a Auto Union passa a ser definitivamente denominada como Audi e o F102, o último modelo em produção da DKW, passa a ser comercializado com o símbolo da Audi, enquanto não estiver disponível o novo carro da marca, agora com motor de quatro tempos.
Em 1966 foi encerrada a produção do F102 e a fabricação de automóveis com motores de dois tempos. A Audi passou a comercializar automóveis derivados do F102 com motores de quatro tempos, dando início a uma bem sucedida linha de automóveis de alto desempenho.
Em 1967, no Brasil, foi produzido o Puma DKW, com carroceria em fiberglass e mecânica e chassis DKW-Vemag. O Puma DKW foi o primeiro dos Pumas e é uma versão esteticamente melhorada do Malzoni GT. Nesse mesmo ano, no Brasil, a Volkswagen adquiriu a Vemag e no final do ano encerrou a fabricação de automóveis com motores de dois tempos.

## Galeria de imagens

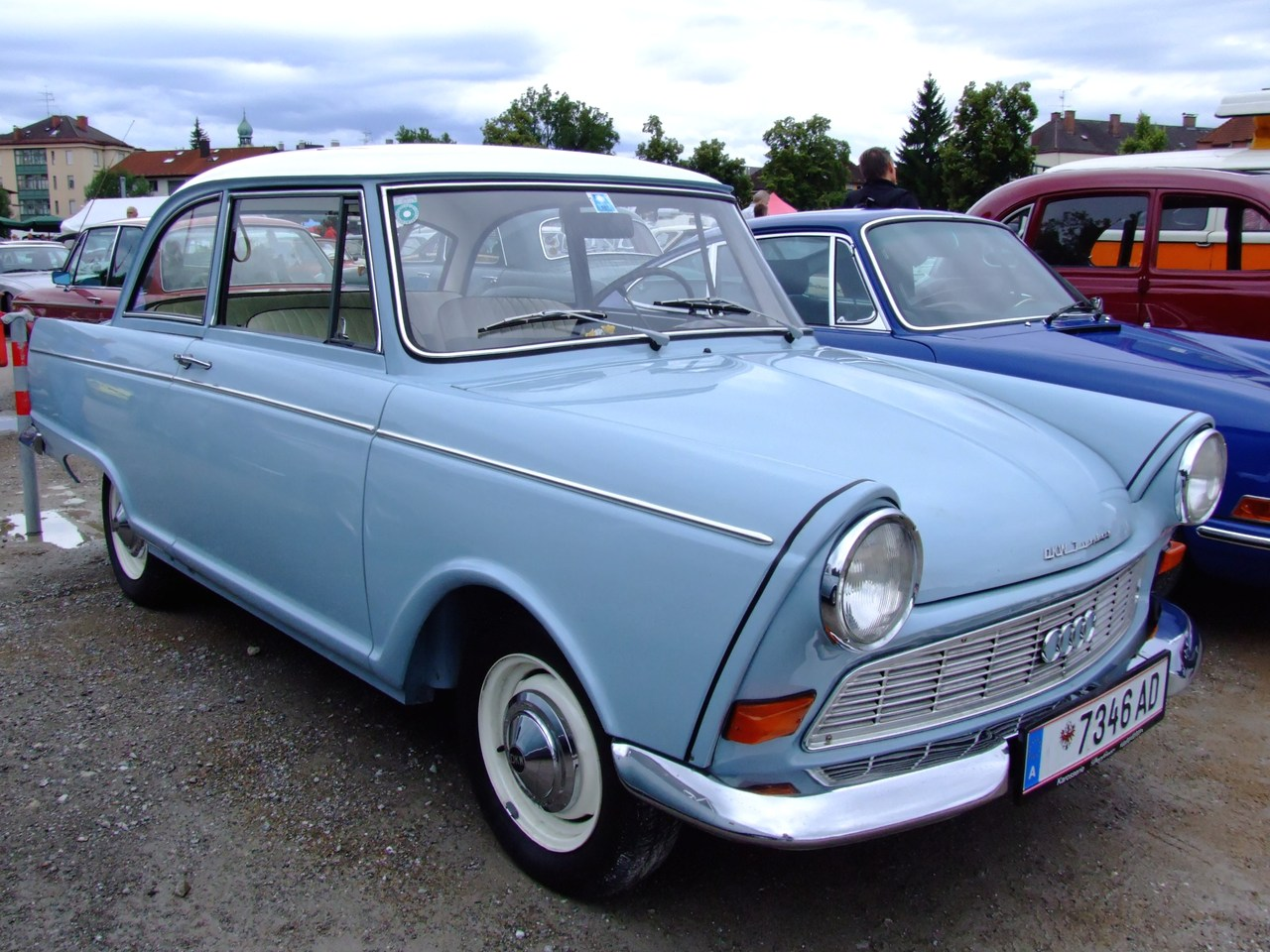
DKW Júnior de 1966.
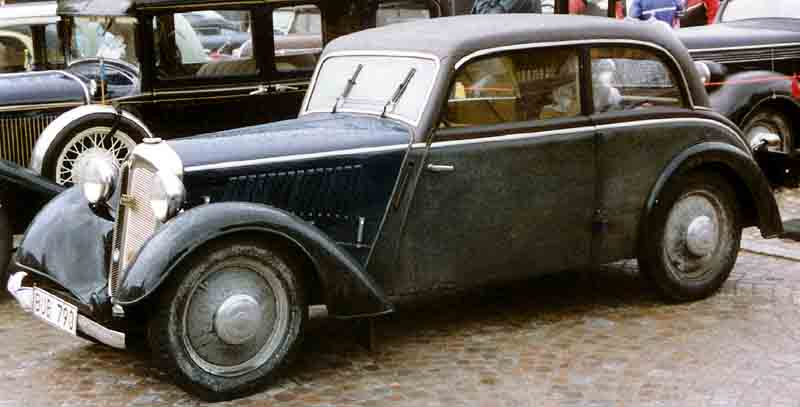
Um DKW F5 Meisterklasse Limousine de 1935, equipado com motor de 700cc.
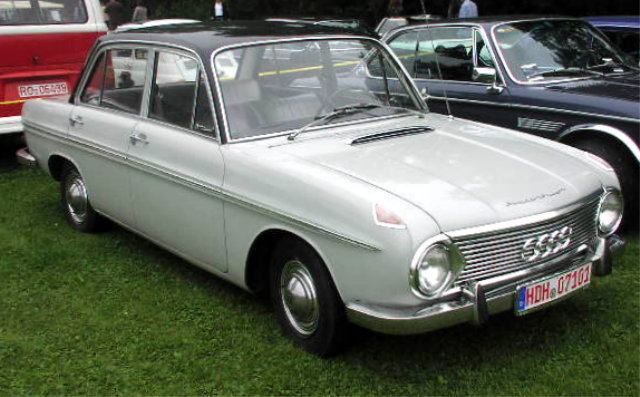
O DKW F102 era tudo que se poderia esperar na década de 60.
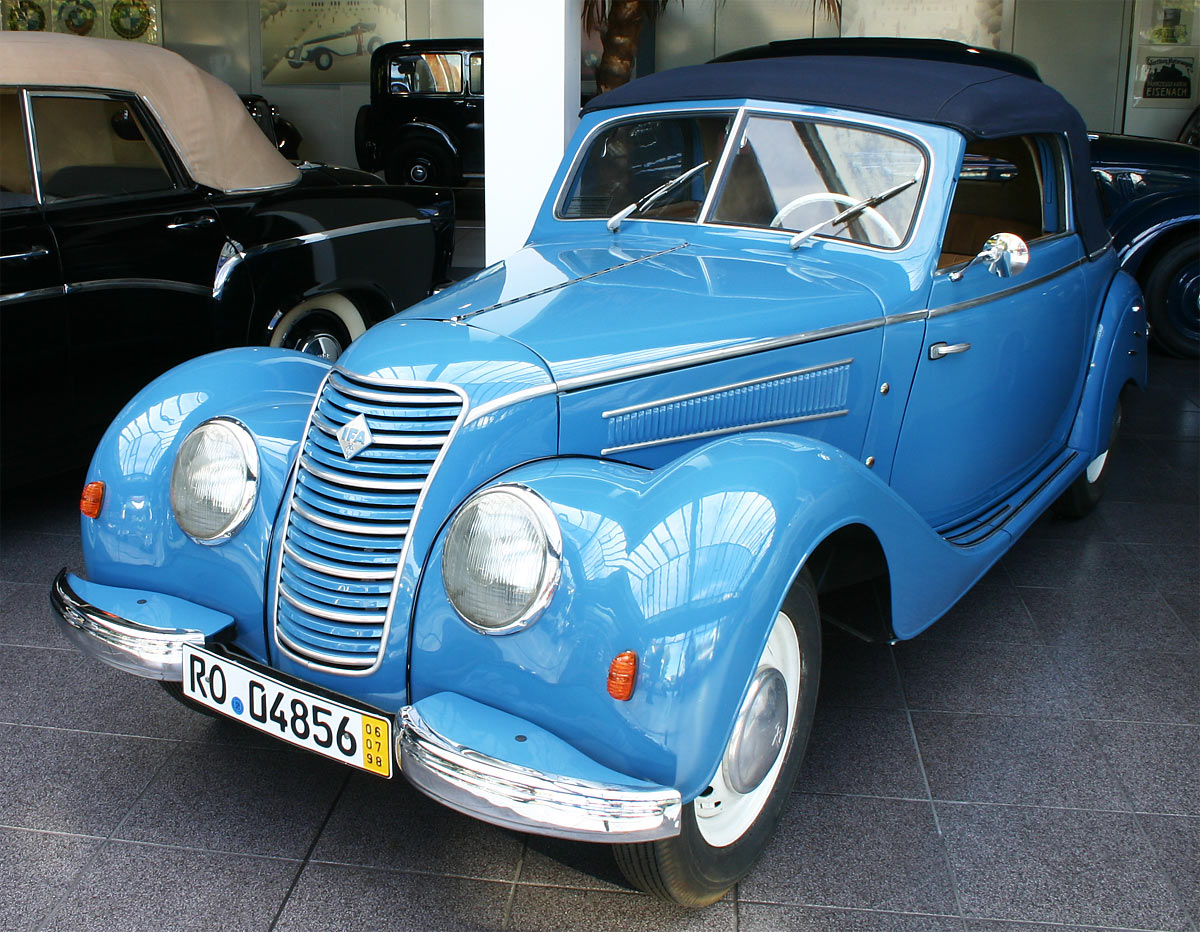
Um IFA F8 conversível.

## A produção de motocicletas

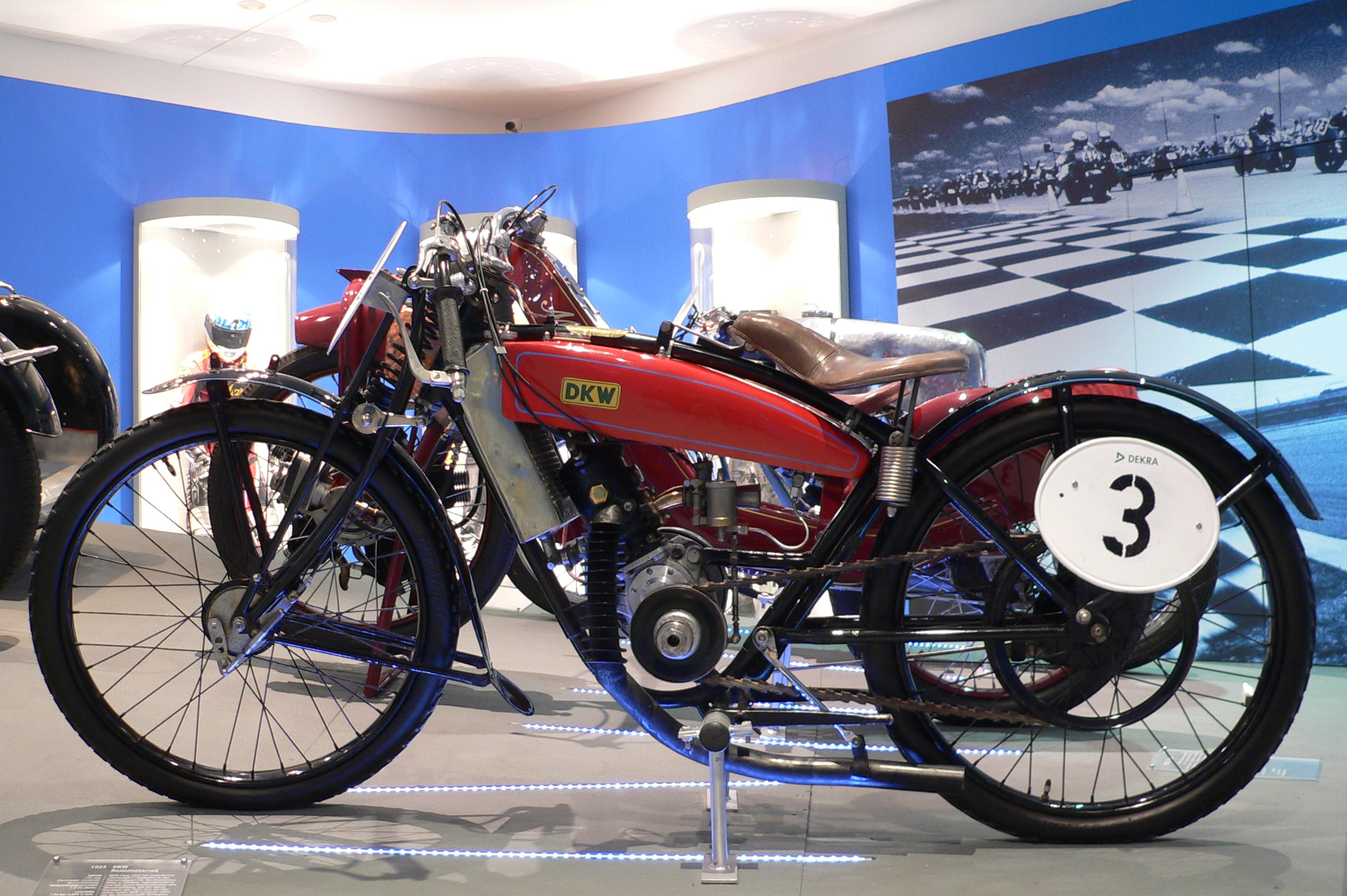
Uma "motorbike" de corrida "DKW Renn-Motorrad", de 1925.

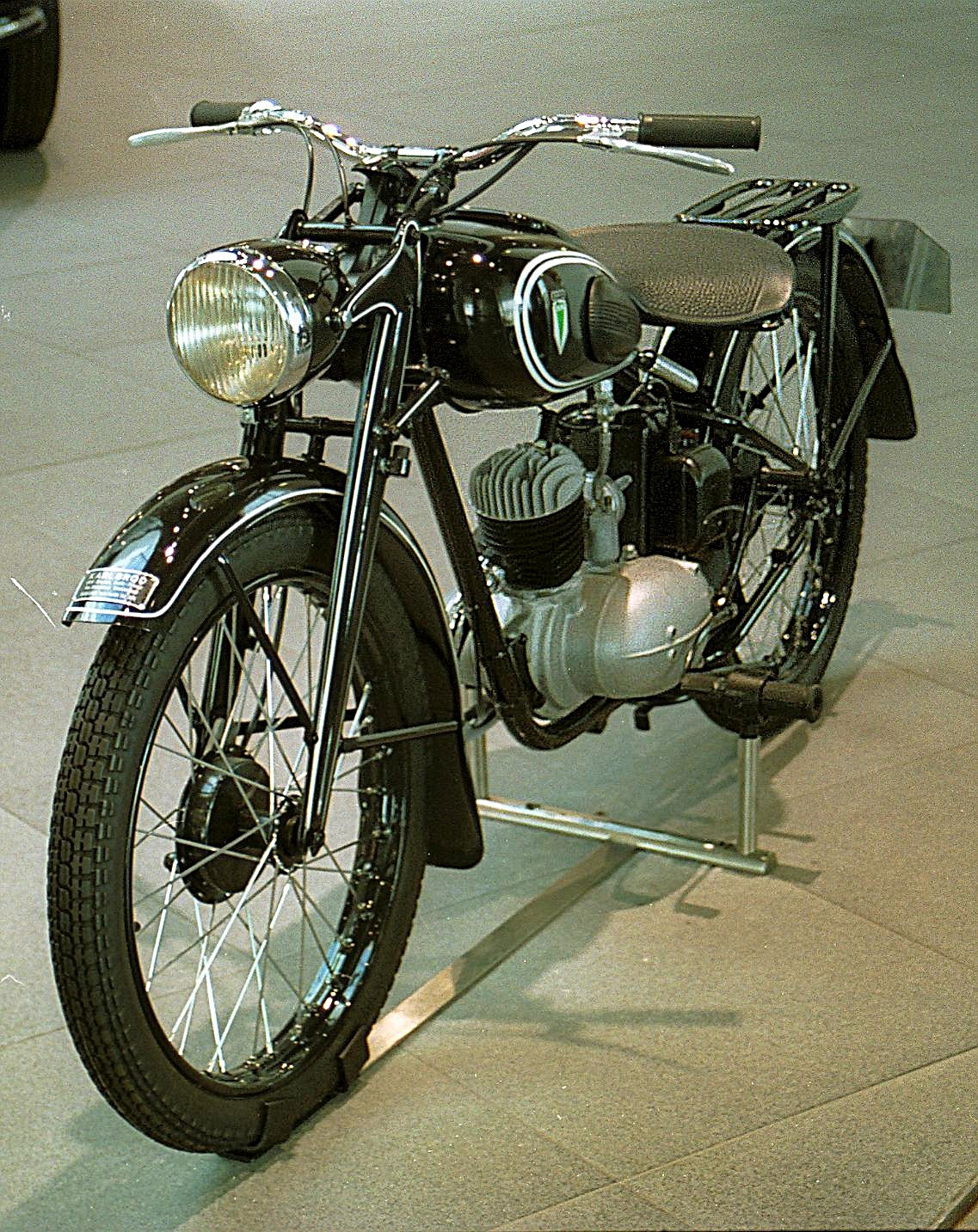
A famosa RT125, de 1950.

Antes da Segunda Grande Guerra, a DKW foi a maior fabricante de motocicletas e de bicicletas motorizadas, durante os anos 20 e 30. Também encontrou algum sucesso em corridas utilizando motores com aspiração forçada. Após a guerra, produziu os modelos RT125, RT175, RT250 e RT350.
A DKW deve uma boa parte de sua imagem à sua produção de motocicletas e aos seus modelos da RT125 anterior e posterior à guerra. Como reparação aos danos provocados pela participação dos alemães na guerra, os desenhos da RT125 foram passados à Harley-Davidson, nos Estados Unidos, e à BSA, na Inglaterra. A primeira produziu a Hummer, enquanto os ingleses lançaram a Bantam. Os modelos produzidos pela IFA e pela MZ permaneceram em produção até os anos 90, quando finalmente foram encerradas as linhas de produção dos motores de dois tempos. Outros fabricantes também copiaram a concepção da DKW, que aparece em vários outros modelos de motocicletas com motores de dois tempos dos anos 50, como produtos da japonesa Yamaha, da russa Voskhod e da polonesa WSK.

## A produção de automóveis
A DKW produziu automóveis em duas fases distintas, antes e depois da Segunda Grande Guerra.

### Antes daSegunda Grande Guerra
Os modelos mais conhecidos produzidos antes da Segunda Grande Guerra foram os modelos F1 a F8. Esses modelos tinham motores frontais, daí o F da denominação, com tração frontal e dois cilindros, com colocação dos cilindros transversalmente ao eixo das rodas. Os motores tinham 600cc ou 700cc e potências entre 18 hp e 20 hp. Esses modelos também apresentavam como inovação o sistema Dynastar, no qual o gerador, que também atuava como motor de partida, era colocado solidário ao eixo de manivelas do motor.
A DKW também produziu modelos menos conhecidos, conhecidos como Schwebeklasse e Sonderklasse, com motor de dois tempos com tração traseira e quatro cilindros com disposição em V. Inicialmente esses motores tinham 1.000cc, passando depois para 1.100cc, e contavam com dois cilindros extras para injeção forçada de ar no cilindros.
Quanto às denominações em alemão, Schwebeklasse significa "categoria lenta" e Sonderklasse significa "categoria especial". Havia também os Meisterklasse, cujo nome significa algo como "categoria de mestre".

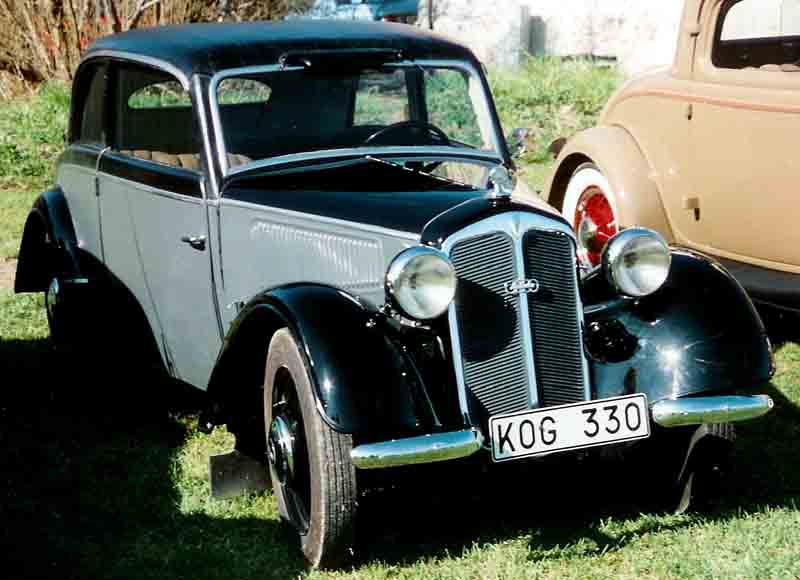
Um DKW F7 Meisterklasse Limousine de 1938.

Em 1939 foi testado o primeiro protótipo do motor de dois tempos da DKW com três cilindros. Esse motor seria produzido apenas após a Segunda Grande Guerra, tanto na Alemanha Oriental quanto na Alemanha Ocidental pela própria DKW. Esse motor também foi utilizado pela Saab como ponto de partida para o desenvolvimento do motor de dois tempos utilizado em seus automóveis.

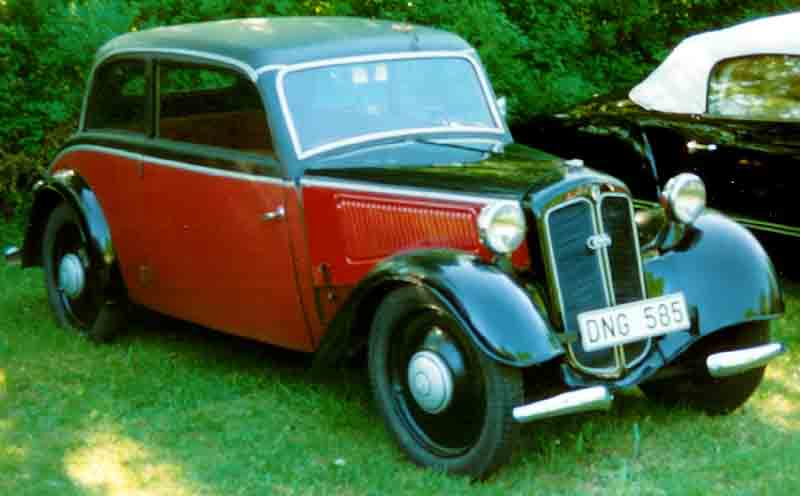
Um DKW F7 Limousine de 1936.

Antes das atividades civis serem encerradas e a Auto Union dedicar-se exclusivamente ao fornecimento de automóveis e de autopeças para as forças armadas da Alemanha na Segunda Grande Guerra, chegou a ser testado um protótipo do que seria o F9. Esse protótipo era diferente de seus antecessores e era equipado com o novo motor de três cilindros, que tinha 900cc e 30 hp e impulsionava o prototipo a cerca de 115 km/h.

### Depois daSegunda Grande Guerra, naAlemanha Oriental
Depois da guerra, houve produção na Alemanha Oriental, onde estavam originalmente instaladas as fábricas, e na Alemanha Ocidental. onde ocorreu uma reestruturação da empresa.

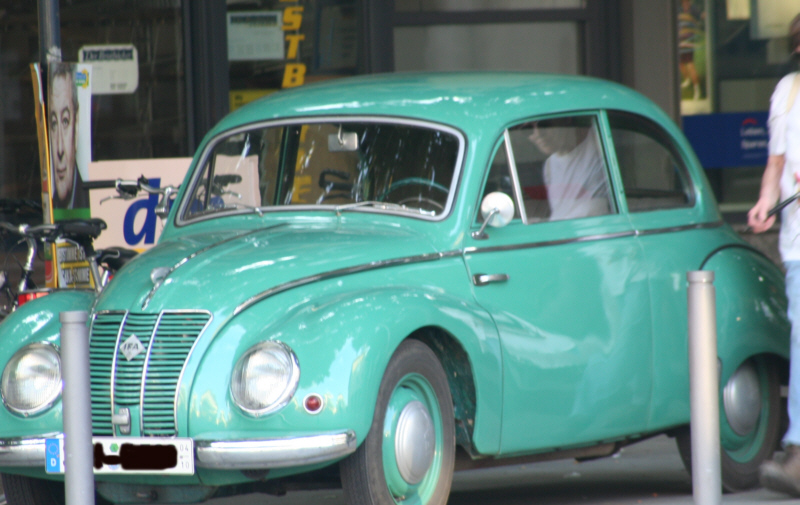
…e um IFA F9.

As instalações físicas da DKW e da Auto Union estavam localizados no território que coube ao controle soviético após a Segunda Grande Guerra e que passou a ser denominado como Alemanha Oriental. O acervo tecnológico da DKW foi utilizado para a formação da Industrieverband Fahrzeugbau, ou Associação Industrial para Construção de Veículos. A IFA produziu ao longo de sua existência bicicletas, motocicletas, veículos comerciais leves, automóveis, vans e caminhões pesados e iniciou suas atividades produzindo o F8 e o F9.
A foto à direita mostra um F9 produzido pela IFA e fica evidente a sua semelhança com o F89, produzido com a carroceria do protótipo do F9 anterior à guerra, e com seus descendentes, o F91, o F93, o F94 e o AU1000 e o AU1000S.

### Depois daSegunda Grande Guerra, naAlemanha Ocidental
A Auto Union estava originalmente sediada na Saxônia, que após o final da guerra passou a fazer parte da Alemanha Oriental. Desse modo, foi necessário algum tempo para que a empresa se reestruturasse. A empresa então foi registrada novamente na Alemanha Ocidental, em 1949, inicialmente para fornecer autopeças e em seguida para fabricar a motocicleta RT125 e a van F800 Schnellaster. Essa van utilizava o mesmo motor do último modelo do F8 produzido antes da Segunda Grande Guerra.

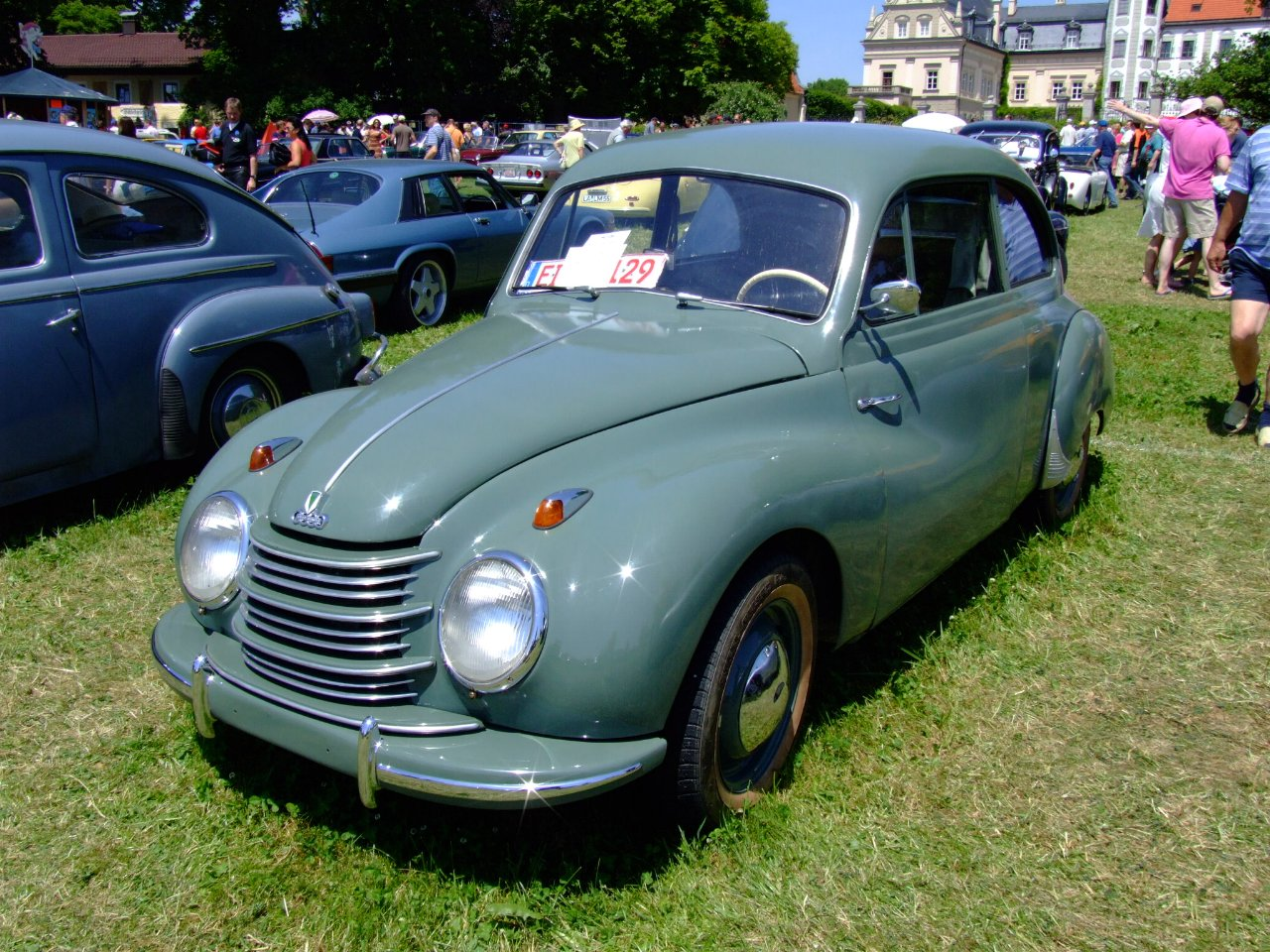
Um DKW F89 Meisterklasse.

O primeiro automóvel de passageiros foi o F89, idealizado com o motor de dois tempos, com dois cilindros, do F8 e a carroceria do protótipo do F9. O F89 foi produzido até 1953, quando foi lançado o F91, equipado com o motor de dois tempos e três cilindros. Entre 1953 e 1956 e entre 1956 e 1959 foram produzidos respectivamente o F91 e o F93, equipados com motor de dois tempos, três cilindros, com 900cc e respectivamente 34 hp e 38 hp. Esse modelo de motor tinha sistema de ignição com três bobinas e três velas, uma para cada cilindro, e sistema de refrigeração por convecção livre, sem bomba de água, assistido por um ventilador montado sobre a tampa do bloco do motor. Esse mesmo modelo foi utilizado nos automóveis brasileiros produzidos pela Vemag, com capacidades de 900cc e posteriormente de 1.000cc.
Em 1959 entrou em produção o F94, também denominado como Auto Union 1000, ou AU1000. Esse automóvel tinha motor de dois tempos, com três cilindros, com 1.000cc, com as opções de 44 hp ou a versao S com 50 hp. Durante a produção desse modelo a fábrica da DKW passou de Dusseldorf para Ingolstadt, onde a Audi já tinha sua linha de produção. Desde 1957, os modelos da DKW ofereciam como opcional um sistema de embreagem semi automático denominado como Saxomat e em seu tempo constituíam os únicos modelos de pequeno porte com essa possibilidade. O último modelo do AU1000, o AU1000S, também oferecia freios a disco como opcional.
Uma perua derivada da família F91 foi montada no Brasil pela Vemag no final dos anos 50 e, entre 1958 e 1967, um sedã e uma perua derivados da família F94 foram fabricados pela Vemag com crescente índice de nacionalização. No último ano, quando a Volkswagen já era proprietária da empresa, juntamente com uma reestilização efetuada apenas no Brasil, os automóveis tinham praticamente a totalidade de suas peças produzidas no país.
O AU1000S, um cupê de duas portas, tinha parabrisas maior com desenho envolvente, diferente do AU1000. As extremidades inferiores do parabrisas se projetavam para trás, alterando o desenho das portas e o tamanho das ventarolas, e permitindo melhor visibilidade ao motorista.
Entre 1956 e 1958 foi produzido um automóvel esportivo com carroceria de fiberglass sobre chassis e mecânica da DKW denominado inicialmente como Solitude. Foram produzidos entre 230 e 240 unidades no total[carece de fontes?] e atualmente os exemplares remanescentes são muito disputados por colecionadores. Pelo sucesso obtido e pelos recordes estabelecidos  principalmente na pista de Monza, na Itália, acabou ficando conhecido como DKW Monza. Entre os recordes estão o de desenvolver 140,961 km/h de velocidade média ao longo de 48 horas, o de desenvolver 139,459 km/h de velocidade média ao longo de 72 horas e o de percorrer 10.000 km com a velocidade média de 139,453 km/h.
Entre 1957 e 1964 foi produzido um automóvel com forte apelo esportivo e baseado no Ford Thunderbird americano, o AU1000Sp, inicialmente como cupê e a partir de 1962 também como conversível. O AU1000Sp tinha o mesmo motor e os opcionais do AU1000, além de um sistema de lubrificação automática do motor de dois tempos. Esse sistema, denominado como Lubrimat e que também foi incluído nos automóveis brasileiros produzidos pela Vemag a partir de 1964, era acionado através de uma correia diretamente pelo eixo de manivelas do motor e injetava óleo lubrificante na medida adequada no carburador.

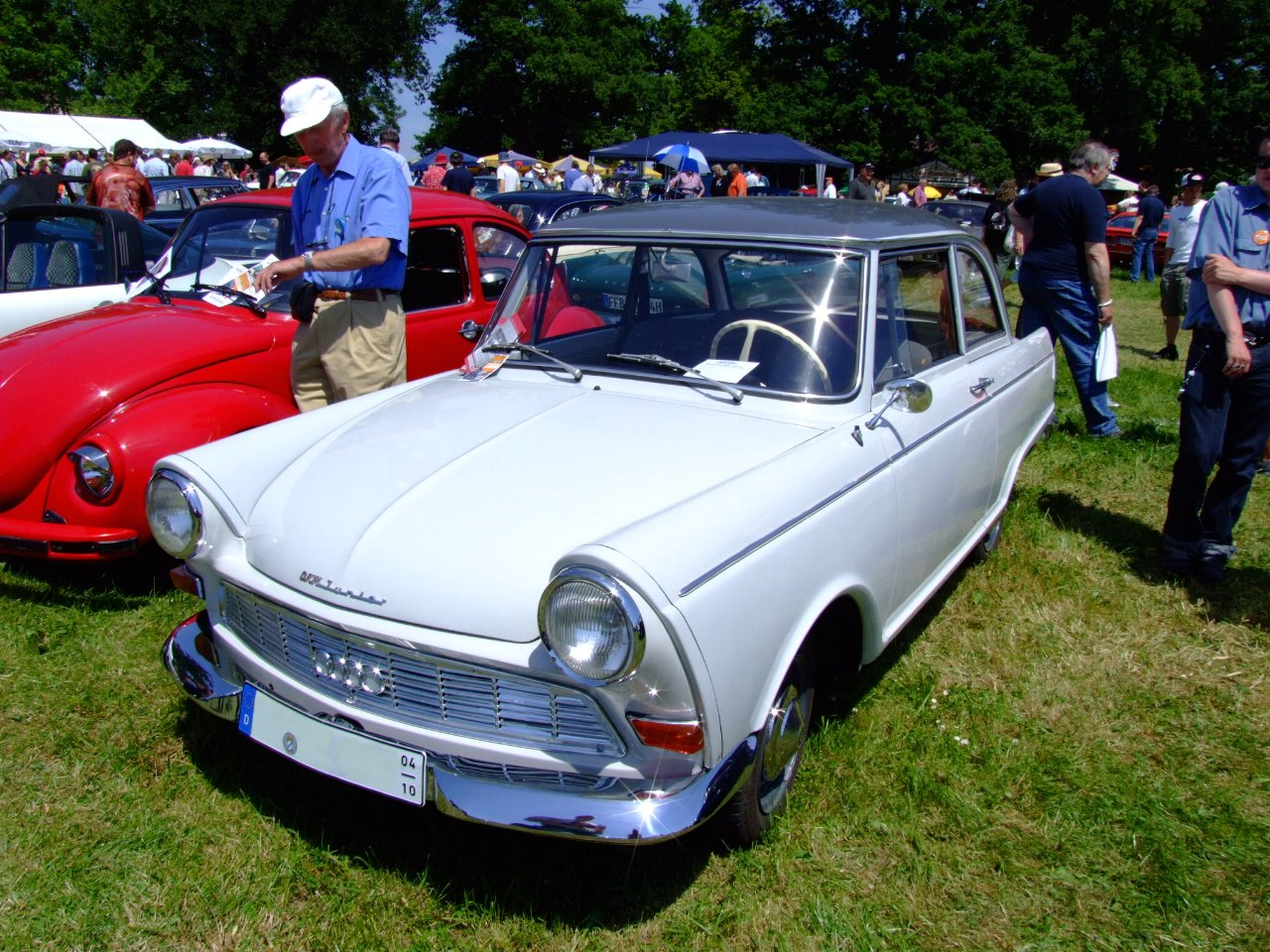
Um Junior de Luxe, de 1962.

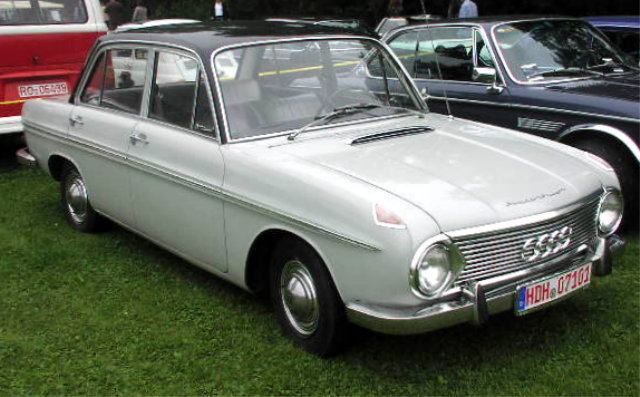
Um DKW F102.

Uma família de automóveis de passeio que fez muito sucesso foi a do DKW Júnior e de seu sucessor, o DKW F12, produzida entre 1959 e 1965. O modelo básico, o Júnior, foi comercializado entre 1959 e 1961. Depois veio o Júnior de Luxe, com alguns melhoramentos, comercializado entre 1961 e 1963. O F11 e o F12 eram um pouco maiores e eram equipados com um motor com maior potência e foram produzidos entre 1963 e 1965, acompanhados a partir de 1964 pelo F12 Roadster. Esses modelos foram produzidos em quantidade razoável, vendidos dentro e fora da Alemanha e chegaram a ser montados em uma fábrica da Irlanda. Essa montadora foi a única fábrica da DKW fora da Alemanha na Europa.
O AU1000 foi substituído pelo F102, em 1964, que foi produzido até 1966 e foi o último automóvel produzido pela DKW e o último com motor de dois tempos. O F102 tinha uma concepção diferente dos modelos anteriores e era bastante refinado em uma época em que o motor de dois tempos tinha sua popularidade em decadência. O modelo vendeu menos do que o esperado e serviu como ponto de partida para a transição concretizada pela Volkswagen, a nova proprietária da empresa. A DKW saiu de cena e a Auto Union se transformou em Audi, e o F102 recebeu um motor de quatro tempos e se transformou no protótipo F103, que deu origem aos modernos automóveis da Audi.
Os motores de dois tempos apresentam bom potencial esportivo e vários carros da DKW equipados com o motor de três cilindros venceram muitos rallies e grandes prêmios durante os anos 50 e o início dos anos 60. No Brasil, durante muitos anos nessa época a equipe de corridas da Vemag, que fabricava sob licença os automóveis da DKW, era a equipe a ser vencida.

## A produção de vans e de utilitários

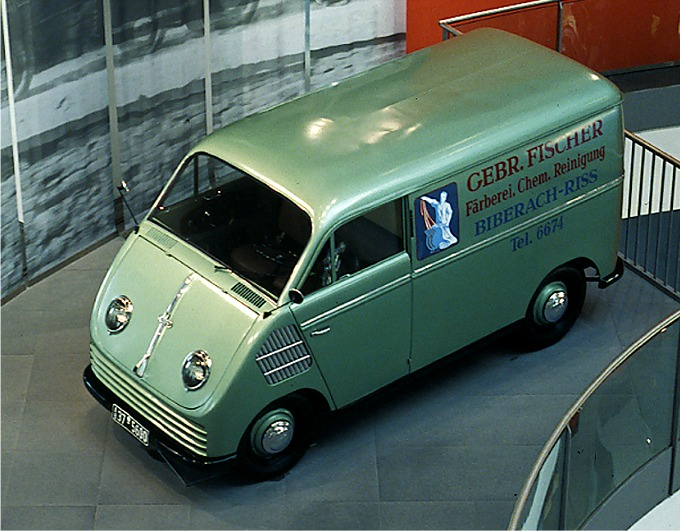
Um DKW F800 Schnelllaster.

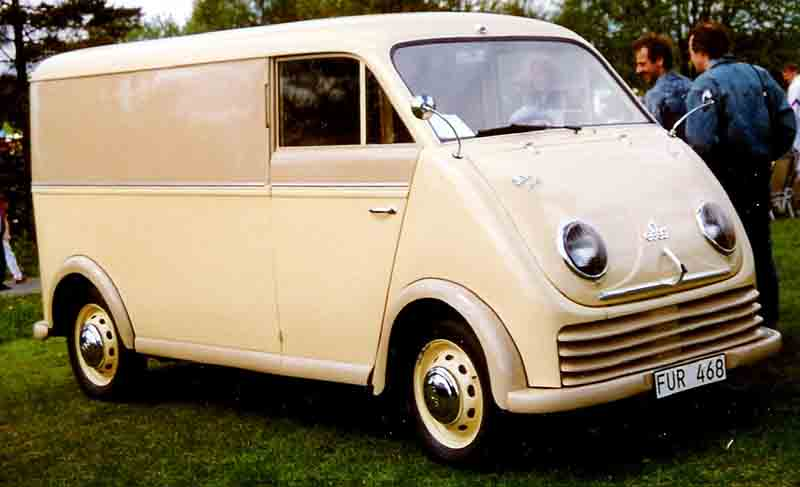
Um DKW F800 de 1956.

A van F800 foi produzida entre 1949 e 1962 e tinha várias inovações para sua época, além do motor frontal e da tração frontal, mas tinha um motor realmente muito fraco para o que ela se propunha. No início, o motor tinha 700cc e apenas 20 hp e, em 1952, passou para 22 hp. Depois, em 1955, recebeu o motor de 900cc com três cilindros, que rendia 32 hp.
O Munga, um veículo para todo tipo de terreno, foi produzido entre outubro de 1956 e dezembro de 1968. O nome Munga, aliás, vem da expressão em alemão "Mehrzweck UNiversal Geländewagen mit Allradantrieb", que significa "veículo de uso universal para todo tipo de terreno com tração nas quatro rodas". O Munga fez muito sucesso em aplicações militares, tendo sido adotado por várias forças armadas da OTAN, a Organização Tratado do Atlântico Norte, em aplicações civis, em atividades no campo e em florestas. Foram produzidas cerca de 46.750 unidades.

## Fora da Alemanha
Alguns modelos DKW foram produzidos pela Vemag no Brasil. Inicialmente, a Vemag montava uma camioneta derivada da F91 e, em seguida, passou a fabricar sob licença um sedã e uma camioneta baseados na família F94. O sedã era denominado inicialmente como "Grande DKW-Vemag" e a partir de 1961 passou a ser conhecido como Belcar. A camioneta era conhecida como "Camioneta DKW-Vemag" ou "Perua DKW-Vemag" e a partir de 1961 passou a ser conhecida como Vemaguet, que teve duas versões populares: a Caiçara e a Pracinha, financiadas pela Caixa Econômica Federal. Também foi lançado no Brasil uma versão do jipe Munga, denominado como Candango, e um cupê idealizado pelos Fissore, da Itália. O motor de dois tempos e três cilindros em linha da DKW também foi utilizado na produção dos modelos esportivos Malzoni e Puma GT DKW e no protótipo Carcará.
Os modelos da DKW foram efetivamente o segundo automóvel de fabricação brasileira (o primeiro fora lançado em 5 de setembro de 1956, o Romi Isetta), o DKW-Vemag obteve, no entanto, o primeiro certificado de aprovação de produção expedido pelo Grupo Executivo da Indústria Automobilística (GEIA), órgão executivo criado pelo Governo Juscelino Kubitschek para estimular a produção automobilística no Brasil. Este certificado garantiu à Vemag incentivos para a produção dos veículos da marca no Brasil e o fato do Romi Isetta ter apenas uma porta foi ponto decisivo para sua permissão.